# Robin Duvillard
Robin Duvillard (n. 22 decembrie 1983, Grenoble, Franța) este un schior de fond ce a reprezentat Franța, medaliat olimpic. A participat la 2 ediții ale Jocurilor Olimpice (2010, 2014) în care a câștigat o medalie de bronz.